# Apocalypse (truyện tranh)
Apocalypse (En Sabah Nur) là một nhân vật siêu ác nhân hư cấu xuất hiện trong sách truyện tranh của Mỹ, được xuất bản bởi Marvel Comics. Ông là người đột bến đầu tiên trên thế giới và là kẻ thù không đội trời chung của X-Men. Được tạo ra bởi Louise Simonson và Jackson Guice, Apocalypse xuất hiện lần đầu tiên trong X-Factor #5 (Tháng 5 năm 1986).
Kể từ lần đầu được giới thiệu, nhân vật này đã xuất hiện trong một số tiêu đề X-Men, kể cả các chương trình dẫn xuất và một số phim truyền hình ngắn tập. Năm 2016, nhân vật do Oscar Isaac thủ vai với vai trò là nhân vật phản diện trong bộ phim X-Men: Apocalypse. Ông được xếp hạng #24 trong Top 100 nhân vật truyện tranh phản diện lớn nhất mọi thời đại của IGN.